# Saint-Jean-d'Estissac
Saint-Jean-d'Estissac är en kommun i departementet Dordogne i regionen Nouvelle-Aquitaine i sydvästra Frankrike. Kommunen ligger i kantonen Villamblard som tillhör arrondissementet Bergerac. År 2022 hade Saint-Jean-d'Estissac 158 invånare.

## Befolkningsutveckling
Antalet invånare i kommunen Saint-Jean-d'Estissac
Referens:INSEE